# Ракита (Алба)
Ракита (рум. Răchita) насеље је у Румунији у округу Алба у општини Сасчори. Oпштина се налази на надморској висини од 440 m.

## Становништво
Према подацима из 2002. године у насељу је живело 802 становника, од којих су сви румунске националности.